# Луговое (Белогорский район, Амурская область)
В Амурской области в Ивановском районе тоже есть село Луговое.
Лугово́е — село в Белогорском районе Амурской области России. Входит в состав Новинского сельсовета.

## География
Село Луговое расположено к юго-востоку от Белогорска.
Автомобильная дорога к селу Мостовое идёт на восток от трассы Чита — Хабаровск (у села Амурское, станция ЗабЖД Возжаевка), через село Мостовое, расстояние — 26 км.
Административный центр Новинского сельсовета село Новое расположено к северу, дорога идёт через село Мостовое, расстояние — 18 км.

## Население
| 2002 | 2010 | 2012 | 2013 | 2014 | 2015 | 2016 |
| ---- | ---- | ---- | ---- | ---- | ---- | ---- |
| 137  | ↘60  | ↘55  | ↘48  | ↘46  | ↘43  | ↘41  |
| 2017 | 2018 |      |      |      |      |      |
| ↘39  | ↗41  |      |      |      |      |      |

## Улицы
- ул. Брянская,
- ул. Центральная,
- ул. Чайки.

## Экономика
Сельскохозяйственные предприятия Белогорского района.